# Nordstrandischmoor
Nordstrandischmoor (en danés: Nordstrand Mor, frisón septentrional: Lätj Möör, también conocida localmente como Lüttmoor) es un islote (Hallig) frente a la costa de Frisia septentrional en Alemania, que se encuentra dentro del parque nacional Mar de Frisia Schleswig-Holstein.
Administrativamente, Nordstrandischmoor pertenece al municipio de Nordstrand y es una de sus parroquias. El islote tiene una superficie de 1,9 kilómetros cuadrados. En la primavera de 2008, 27 personas vivían en Nordstrandischmoor.